# Благой Благоев (химик)
Вижте пояснителната страница за други значения на Благой Благоев.
Благой Милев Благоев е български химик-органик, разширил обхвата на единствената българска именна реакция в органичната химия, международно известна като реакция на Иванов. На Бл. Благоев и сътрудници се дължат съвременните изследвания, допринесли за изясняването на нейния механизъм, както и редицата други приноси към органичната и биоорганичната химия. Професор в Института по органична химия, БАН.

## Биография
Професор Благоев е завършил Висшия химико-технологичен институт (ВХТИ, сега ХТМУ) като инженер-металург, но след редовна аспирантура под научното ръководство на академик Димитър Иванов и успешно защитена докторска дисертация (1963), широко навлиза в органичния синтез като ерудиран съвременен изследовател. Автор е на 59 научни публикации. От 1961 г. е научен сътрудник, от 1969 – старши научен сътрудник II ст., а от 1986 г. вече като професор ръководи лаборатория "Органометални съединения и фотохимия", където работят негови докторанти и сътрудници.

Освен работата си в Института по органична химия (ИОХ) при БАН, като доцент Благоев чете лекционен курс по медицинска химия на студенти по медицина в София и Плевен и като професор – курс по биоорганична химия в Биологическия факултет на Софийския университет. През 1984 г. защищава дисертация за "доктор на химическите науки", а две години по-късно се хабилитира за професор в ИОХЦФ (БАН). През 1991 г. и през 1994-1995 г. е професор в Университета в град Бордо, Франция, чете курс по строеж на органичните съединения.

Личните му контакти с много видни френски химик-органици му позволяват да реализира успешно научно сътрудничество, което дава възможност и на много млади колеги да специализират у нас и във Франция из различни модерни области на органичната химия. Негови ученици и последователи са М. Младенова, М. Момчев, В. Йомтова, С. Новкова и др. Ръководител е на 6 докторски (кандидатски) дисертации.
  Проф. Благоев организира и провежда три Българо-френски научни колоквиума по органичен синтез в градовете Трявна, Париж и София.

Награждаван е с орден "Кирил и Методий"(1983) и с медал "1300 години Българска държава" (1981). Награден е с годишната награда по органична химия на БАН (1981). 
 Член е на Европейската комисия по органометална химия и на Френското химическо дружество. Асоцииран професор е към Университета в Бордо, Франция. 

## Специализации
1963 г. – шест месеца в Институт элементоорганических соединений им. А. Н. Несмеянова (ИНЕОС) Российской академии наук, Москва.
1966-67 г. – 15 месеца в Ядрения център, Сакле, Франция.
1967 г. – 10 месеца във Висшия институт по здравеопазване, Рим, Италия.

## Научна дейност
Области на научни изследвания: органометални съединения, стереохимия, химия на ензими. Главните му приноси в химията са свързани с изучаване на механизма и възможностите за приложение на реакцията на Иванов . Наред с това той има изследвания в областта на биоорганичната химия, като проучва някои ензими  и други биологични обекти..

Благоев има широки интереси в музиката, на младини е свирил на цигулка. Говори и ползва руски, френски, немски и английски език, които му отварят възможността да се радва на европейската цивилизация още от младежките си години. В отношенията си с колегите той е изключително прям и почтен близък приятел.

## Избрани публикации
1.	B. BLAGOEV, D. IVANOV, M. MOMTCHEV, Über die Reaktion einiger Vinylmagnesiumhalogenide mit Natrium-phenylacetat, Liebigs Ann. Chem. 1965, 687, 167, 
2.	B. BLAGOEV, Sur la réversibilité de la réaction de Ivanov, C. R. Acad. Sci. Paris, (C) 1969,268,543. 
3.	B. BLAGOEV, M. MOMTCHEV, D. IVANOV, V. ILIEV, Etude sur le réactif organomagnésien de l'acide chloro-2-propionique, Bull. Soc. Chim. France, 1969, 1997. 
4.	B. BLAGOEV, M. MLADENOVA, B. KURTEV, Influence du métal dans les réactifs d'Ivanov sur la réversibilité et la stéréochimie de la synthèse de p-hydroxyacides, C.R. Acad. Sci. Paris, (C) 1974,279,1065. 
5.	D. RAYKOVA, N. STAMBOLIEVA, V. DOROVSKA-TARAN, B. BLAGOEV, A Study of the Alkaline Mesentericopeptidase Active Site by Means of Peptide Chloromethyl Ketones, Biochim. Biophys. Acta, 1978,527,108. 
6.	B. BLAGOEV, S. NOVKOVA, Addition de réactifs ambidents dimetalliques à la double liaison azirinique, Tetrahedron, 1982,38,1609. 
7.	V. YOMTOVA, N. STAMBOLIEVA, B. BLAGOEV, Kinetic Study of the Effect of Heparin on the Amidase Activity of Tripsin, Plasmin and Urokinase, Thromb. Haemostas., 1983, 49,199. 
8.	D. RAYKOVA, B. BLAGOEV, Hydrolysis of Short Chain Phosphatidyl-cholines by Bee Venom Phospholipase A2, Taxicon, 1986, 24, 791. 
9.	V. VASSILEV, B. BLAGOEV, Synthesis and stereochemistry of novel tricyclic gamma-lactones, BulLSoc.Chim.France, 1991, 128, 525. 
10.	S. MATELE, N. BEROVA, K. NAKANISHI, S. NOVKOVA, I. PHILIPOVA, B. BLAGOEV, Porphyrins: Powerful Chromophores for Structural Studies by Exdton-Coupled Circular Dichroism, J. Amer. Chem. Soc., 1995, 117, 7021. 